# Federazione di rugby a 15 dell'Estonia
La Federazione Rugby XV dell'Estonia (in estone: Eesti Ragbi Liit) è l'organo che governa il rugby a 15 in Estonia.